# ディーター・フリーリングハウス

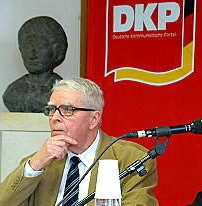
ドイツ共産党 (DKP)の集会に出席するディーター・フリーリングハウス (2005)

ディーター・フリーリングハウス（ドイツ語:  Dieter Frielinghaus , 1928年11月14日 - 2024年5月16日）は、ドイツの福音主義教会（改革派）の牧師。ブラウンシュヴァイク出身。

## 経歴

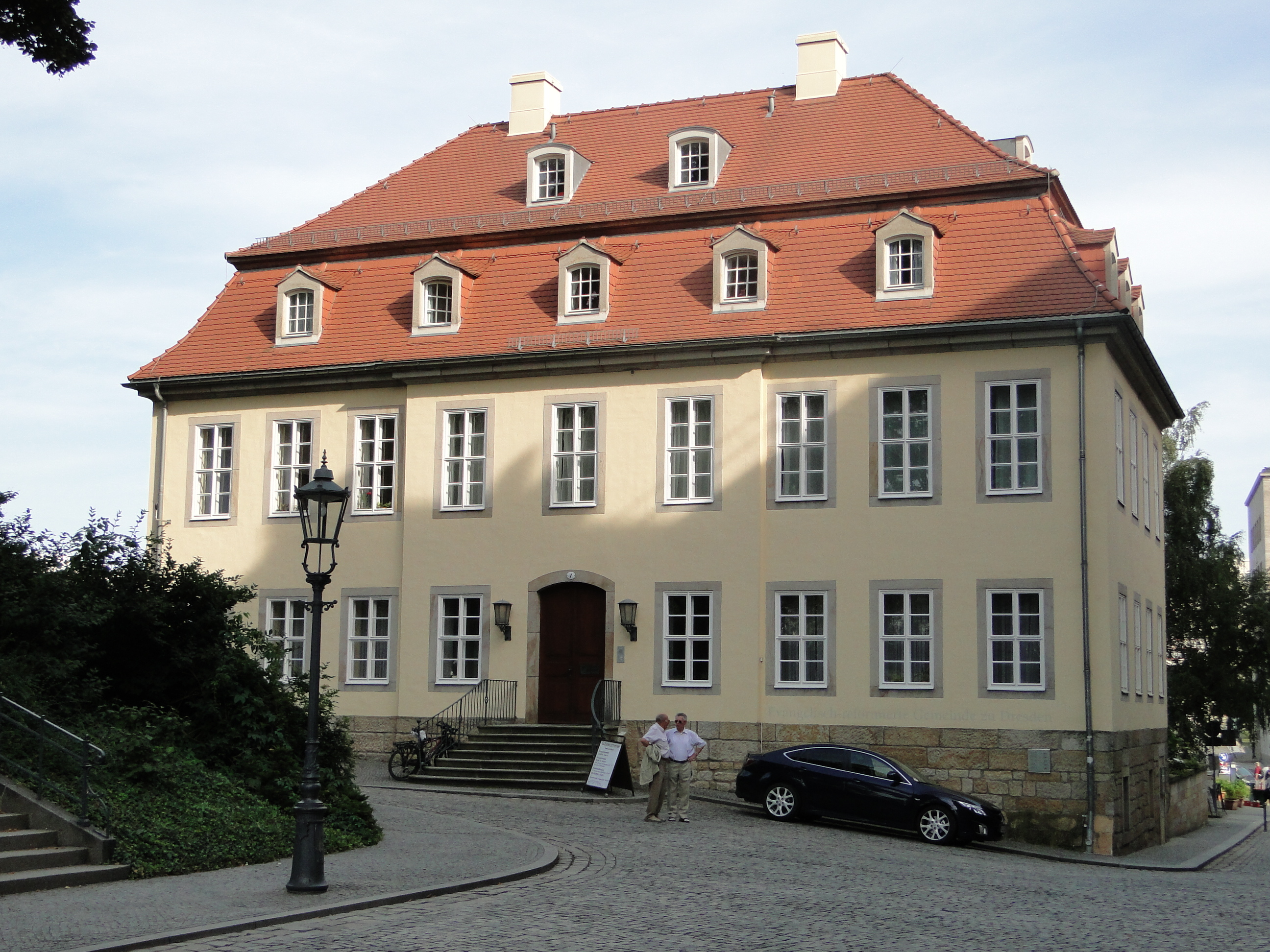
1956年に建設されたドレスデン改革派教会 (三代目) 教会堂

### 西ドイツ時代
ニーダーザクセン州出身のフリーリングハウスは、地元州にあるゲッティンゲン大学で福音主義神学を学んだ。1956年、神学博士号が授与された。同時期、フリーリングハウスは西ドイツにおける平和運動と再軍備反対運動に加わった共産主義者グループのメンバーになった。

### 東ドイツ移住後
1957年、ドイツ福音主義改革派教会連盟に属する東ドイツドレスデンにある改革派教会牧師招聘を受け入れた。同年11月9日、ドレスデン改革派教会の牧師に就任した。
1975年、フリーリングハウスは東ドイツノイブランデンブルク県 (現メクレンブルク＝フォアポンメルン州) のベルクホルツのフランス改革派教会共同体に転任した。なお、この改革派教会共同体はベルリン＝ブランデンブルク福音主義教会に属していた。この地で年金受給年齢に達した1993年まで、フリーリングハウスは牧師を続けた。1984年から1990年まで、東ドイツ改革派教会共同体会議代表を務めると同時に、ベルリン＝ブランデンブルク福音主義教会指導部の一員であった。

### 国家保安省（シュタージ）との関係
西ドイツから東ドイツに移住した共産主義者という事実とキリスト教会牧師というフリーリングハウスの立場は、国家保安省（シュタージ）から大いに注目された。1957年から1959年、加えて1970年から1976年まで間、国家保安省（シュタージ）の非公式協力者になった。それ以外の時期においても、国家保安省（シュタージ）は彼を政治工作員として重用した 。
東ドイツ終焉後の1995年以降、改革派教会議長から、今までおこなった政治工作活動を報告するように何度も求められたが、フリーリングハウスは常に拒否した。

### 共産主義を支持する神学者
1991年、フリーリングハウスは東ドイツ政府や国家保安省（シュタージ）関係者の権利を保護するために設立された「公民権と人間尊厳を維持し守る会」(GBM)の理事長に選任された。1995年、共産主義青年組織自由ドイツ青年団 (fdj)の支援組織の中心メンバーになった。
フリーリングハウスは社会主義を支持する神学者集団ヴァイセンゼーア・グループの一員になり、その機関紙的雑誌『ヴァイセンゼーア・ブレッター』2001年第1号(Heft  01/2001)に「共産主義者としての神学者」と題する論文を掲載した。弁証法哲学に関するマルクス主義評論雑誌『トポス』や自由ドイツ青年団 (fdj)の機関紙『ユンゲ･ヴェルト』（Junge Welt）にも関わった。
フリーリングハウスはセルビア共和国共産主義者同盟幹部会議長であり、セルビア共和国大統領（初代）であったスロボダン・ミロシェヴィッチの国際支援活動に加わった 。スロボダン・ミロシェヴィッチは旧ユーゴスラビア国際戦犯法廷で起訴され、収監先のハーグにて2006年に獄死した。フリーリングハウスはパレスチナ解放運動の熱心な支援者であり、ブランデンブルク州 ダーメ＝シュプレーヴァルト郡にあるドイツ共産党 (KPD)の指導者だったエルンスト・テールマン追悼施設の維持保存運動に加わっている。
フリーリングハウスはドイツ共産党 (DKP) の党員であり、妻のギーゼラとブランデンブルク州ウッカーマルク郡ブリュッソウで暮らしている。
2024年5月16日、ブリュッソウで死去。